# La colegiala
La colegiala è una canzone colombiana di lingua spagnola composta da Walter León Aguilar e originariamente interpretata dal gruppo Rodolfo y su Tipica.

## Descrizione
Scritta sia per il testo sia per la musica dal peruviano Walter León Aguilar negli anni settanta (che per il motivo si ispirò a una canzone popolare colombiana), la canzone venne incisa da Rodolfo Aicardi (frontman dei Rodolfo y su Tipica) su un 45 giri, pubblicato nel 1982 in Sudamerica dalla sua casa discografica, la RCA/Martinez-Lederman (numero di catalogo: CM 61030); scelta dalla Publicis come musica per uno spot del Nescafé (inizialmente in Ecuador e poi in tutti gli altri paesi latinoamericani), divenne in poco tempo un successo in tutto il subcontinente al punto da convincere l'azienda a utilizzare la musica anche per gli spot europei e i discografici a pubblicare nel 1983 il 45 giri anche in Europa, dove vendette moltissime copie soprattutto in Spagna, Francia e Italia (ma entrando comunque nelle hit parade di molti altri stati), dove il 45 giri rimane in classifica in Italia per ventun settimane arrivando fino al terzo posto.
Il testo descrive una studentessa che si reca a scuola con i libri, ammirata dal cantante (Hoy te he visto/con tus libros caminando...).
Gary Low ne incise una cover nel 1984 in stile italo-disco,  portandola a un successo planetario dal Canada al Giappone, dallo Zimbabwe all'Islanda vendendo milioni di copie. La sua versione è tuttora un "evergreen" ascoltata e apprezzata in tutto il mondo.
Un'altra versione venne incisa dal cantante venezuelano José Luis Rodríguez.
Gli Squallor utilizzarono una base musicale molto simile per la loro Guatemala Guatemala (inclusa nell'album del 1985 Tocca l'albicocca).
Esiste un'altra canzone sudamericana dal titolo La Colegiala, un foxtrot registrato in Argentina nel 1938 dall'orchestra di Enrique Rodríguez con la voce di Roberto Flores.